# Falk Hoffmann
Falk Hoffmann (n. 29 august 1952, Chemnitz, Germania) este un săritor în apă german, medaliat olimpic. A participat la 3 ediții ale Jocurilor Olimpice (1972, 1976, 1980) în care a câștigat o medalie de aur.